# Hobokenterminalen
Hobokenterminalen (engelska: Hoboken Terminal) är en av New Yorks storstadsregions och delstaten New Jerseys största kollektivtrafikknutpunkter, belägen på Hudsonflodens västra sida i Hoboken, New Jersey. Terminalen hanterar huvudsakligen pendlartrafik mellan New Jersey och staden New York. Den trafikeras främst av New Jersey Transit med tåg och bussar samt av en tåglinje från Metro-North Railroad, spårvägen Hudson-Bergen Light Rail, PATH-tunnelbanan och färjor från New York Waterway.

## Historia
Platsen har använts sedan kolonialtiden som färjehamn för resande över Hudsonfloden mellan New Jerseys fastland och Manhattan. Härifrån utgick flera landsvägar västerut under 1700-talet och 1800-talet. 1876 konstruerades en tunnel genom Bergen Hill av Morris and Essex Railroad, och vid tunnelns östra ände och flodstranden konstruerades en bytesterminal. Järnvägen trafikerades av Delaware, Lackawanna, and Western Railroad som sedermera helt övertog Morris and Essex Railroad. År 1907 uppfördes den nuvarande terminalbyggnaden över jord, ritad av Kenneth MacKenzie Murchison (1872–1938). Följande år, 1908, konstruerades ytterligare en järnvägstunnel och en anslutning under floden via Hudson & Manhattan Railroad (dagens PATH) till Manhattan.
Under järnvägserans höjdpunkt fanns fem olika passagerarterminaler för byte mellan järnväg och färja vid flodstranden, men idag är Hobokenterminalen den enda som fortfarande trafikeras. Weehawkenterminalen, Pavoniaterminalen och Pennsylvania Railroads station Exchange Place revs på 1960-talet. Central Railroad of New Jersey Terminal har bevarats som byggnadsminne i National Register of Historic Places (NRHP) men lades ned för passagerartrafik 1967. Även Hobokenterminalens historiska del är upptagen i NRHP sedan 1973.
1967 lades färjetrafiken ned då den huvudsakligen ersatts av tunnelförbindelser, men återupptogs 1989 vid nya kajer söder om terminalen. Sedan 2011 har färjetrafiken åter flyttats till det historiska färjeläget från 1900-talets början, som renoverats.
I oktober 2012 drabbades New Yorks hamn av orkanen Sandy, som ledde till att den historiska terminalbyggnaden översvämmades och fick stänga för renovering i flera månader. Den 29 september 2016 inträffade en tågolycka vid terminalen då ett NJ Transit-tåg rammade en stoppbock och fortsatte in i stationshallen. Vid olyckan omkom en person och 110 skadades. Efter olyckan har stationsbyggnaden genomgått omfattande konstruktionsarbeten för att återställa perronger och vänthallar.